# ليزلي بيب
ليزلي بيب (بالإنجليزية: Leslie Bibb)‏ عارضة أزياء سابقة وممثلة أمريكية من مواليد 17 نوفمبر 1974.

## مواقع خارجية
- ليزلي بيب على موقع IMDb (الإنجليزية)
- ليزلي بيب على موقع ميتاكريتيك (الإنجليزية)
- ليزلي بيب على موقع روتن توميتوز (الإنجليزية)
- ليزلي بيب على موقع قاعدة بيانات الأفلام العربية
- ليزلي بيب على موقع ألو سيني (الفرنسية)
- ليزلي بيب على موقع تيرنر كلاسيك موفيز (الإنجليزية)
- ليزلي بيب على موقع أول موفي (الإنجليزية)
- ليزلي بيب على موقع قاعدة بيانات برودواي على الإنترنت (الإنجليزية)
- ليزلي بيب على موقع قاعدة بيانات الأفلام السويدية (السويدية)
- ليزلي بيب على موقع إن إن دي بي (الإنجليزية)